# 榮念曾
榮念曾（英語：Danny Yung，1943年11月—），香港藝術家，以創立藝術團體「進念‧十二面體」及其主張之實驗藝術而聞名。

## 背景
榮念曾1943年生於上海，五歲時隨家人移居香港。1949年畢業於德貞幼稚園，後入讀九龍華仁書院小學部，及至1956年轉讀德明中學，並於1961年中六畢業。十七歲負笈美國，先後畢業於美國加州大學柏克萊分校建築系和哥倫比亞大學研究所，分別獲得建築學士及城市設計及城市規劃碩士學位，畢業後曾留美從事相關工作。回港後積極投入漫畫、劇場、電影、攝影、視覺藝術、裝置藝術等藝術創作，於1982年成立前衛劇團進念二十面體，被稱為香港的「文化教父」。
在創作藝術之外，榮念曾於1980年代初加入麗的電視，任職製作部節目發展經理。

## 推動實驗藝術
榮念曾是新類型藝術倡導者，香港及鄰近地區最有影響力藝術家之一。七十年代來自紐約回港後不久，於香港藝術中心舉辦其首個個人漫畫展，並於開幕當天上演其首個結構主義劇場作品《破紀錄一號》。由1980至81年間三個月內，他於藝術中心分四部分發表了首個戲劇系列《中國旅程》。1981年稍後，他獲香港話劇團邀約，與王守謙聯聯合編導演《大路》。次年他於美國三藩市參與著名華裔導演王穎電影《點心》之製作，擔任監製及美術指導。同年參與創立劇團「進念‧二十面體」。
在過往三十多年，榮念曾不斷以舞台為交流平台，廣邀知名藝術家以及喜好劇場藝術的年輕朋友，共同探索戲劇，實驗舞台空間時間，並於歐、美、亞的不同空間發表創作。過程中啟發了不少人士，亦為香港的文化藝術開拓了國際視野及帶來不少可能性。
自1982年至今，榮氏策劃、製作及導演的作品已逾百部，其中包括進念首個劇目：《中國旅程之五—香港台北》，首演於台北第一屆華文戲劇節；其後有《百年孤獨》系列、《列女傳》系列、《鴉片戰爭》系列、《中國旅程》系列、《中國文化深層結構》系列、《二三事》系列及《實驗傳統》系列等。
進念創團不久即引起海外注目，收到世界各地的演出邀請，至今演出過的城市有台北、新加坡、布魯塞爾、克拉科夫、東京、倫敦、紐約、黃溫泉市、費城、慕尼克、柏林、鹿特丹、奧斯陸等城市。而榮念曾亦不斷獲邀至不同地方作演講及工作坊，包括首爾、東京、沖繩、北京、南京、上海、台北、星加坡、倫敦、布魯塞爾、慕尼克、柏林、里斯本、紐約、費城、洛杉磯及溫哥華等。 2010年他應「日本舞台劇第一人」佐藤信之邀，與其聯合執導一齣演繹中日文化交融的舞台劇《朱鹮的故事》，上海世博期間於日本國家館演出超過六千場次，吸引接近三百萬名觀眾。

## 倡議新藝術形式
榮氏一向強調辯證思維，其對傳統劇場的形式和內容的質疑，對既有制度、價值觀的挑戰，對政治、社會及文化現象的尖銳批判，向被視為富爭議性、挑戰性、顛覆性，甚至曾被傳媒曲指為「煽動群眾」；加上殖民時期官方的保守態度，早期曾引起過不少風波，有關當局更曾借機收緊對戲劇界的管制；但與此同時不少本地及海外學者、傳媒及觀眾均對榮氏的作品極具讚譽，紛紛以進念作為討論及研究課題，久而久之於藝壇及評論界形成了一定影響力。
經過多年的藝術上不同的試煉，榮氏近年漸轉向思考傳統表演藝術的承傳。2008年他自京劇四大名旦之一程硯秋的西遊經歷啟發，創作了思考傳統藝術的創新及文化交流制度的《荒山淚》，獲國際劇協(International Theatre Institute)頒發Music Theatre NOW殊榮。近年榮念曾繼續發展「實驗傳統」系列，探索傳統表演藝術與當代戲劇舞台的踫撞，創作出《夜奔》、《舞台姊妹》、《靈戲》、《拍案驚奇》等作品。榮氏更致力於建立亞洲非物質文化遺產的傳承與發展的網絡，於2011年策劃了在香港舉辦的「亞洲ICH表演藝術論壇」。
除舞台外，榮氏亦廣泛涉獵於電影、錄像、裝置及漫畫。其實驗電影、錄像及裝置作品，曾於東京、紐約、洛杉磯、愛丁堡、倫敦、柏林及悉尼展出。他曾策劃多個錄像節目，於多個本地及海外錄像比賽中擔任評判，亦是多個國際電影及錄像藝術節的顧問。
視覺藝術方面，榮氏於 1994年創作了《星》，一顆高12米、鋼材製造、傾斜了的星，矗立於尖沙咀文化中心海旁，作為當年香港藝術節重頭戲一部分 --《中國旅程之八—哩度哩度過渡過渡》。1998年，裝置作品《中國禮品》獲紐約亞洲協會選入INSIDE、OUT: New Chinese Art巡迴展，與全球六十多名華人視覺藝術家的作品，一同在1998至2000年間巡迴展出於美洲及亞洲多個重要藝術場館。他於2003及2011年先後於香港1a藝術空間舉行了「樹．人」及「尋找新中國」個人視藝作品展。

## 策動文化交流
為推動香港與各地文化的交流，榮氏於1996年創立香港當代文化中心，積極主辦國際文化論壇及研討會及交流活動。榮氏現為中心主席。自1997年起，榮氏參與了多個重要文化網路的建立，包括亞洲藝術網絡、亞太表現藝術網絡、上海－香港－深圳－台北城市文化交流會議及世界文化論壇聯盟。此外，他是國際文化多樣性網絡前任聯合主席，亦是亞洲基金會及組織會董事及香港地區組織的主席，主力推動亞洲地區的第三部門發展。
1997年他與與歌德學院聯合策劃了於慕尼黑舉行的香港藝術節，舉辦了為期一個月的藝術活動。次年，他又參與策劃在德國舉行的歐洲媒體藝術節。2000年又策動了分別於柏林及香港舉行、為期11周的香港柏林當代文化節，邀請了近千位來自35個不同亞歐城市的藝術家及文化工作者參與。2001年，榮氏在紐約福特基金會資助下策劃成立每三年一次的世界文化論壇(World Culture Forum) 董事局，並為七名董事之一，策劃了2003年12月舉行第一屆全球五千文化界精英聚會的世界文化論壇。
榮氏現為聯合國教科文組織顧問團國際顧問、世界文化論壇亞太區聯盟董事局主席、香港—台北—深圳—上海城市文化交流會議主席、亞洲藝術網絡主席及亞太表演藝術網絡副主席。
德國聯邦總統於2009年將象徵對德國有特殊貢獻的｢聯邦十字絲帶勳章｣頒贈予榮氏，以表揚其推動香港—德國兩地交流尤其是在文化藝術方面的成就。
2017年，榮念曾應邀擔任訪問藝術家，分別前往瑞士蘇黎世藝術大學（Zurich University of the Arts）和國立臺灣戲曲學院，與當地藝術家和學生發展一桌二椅新作品。
2018-2019年，召集人榮念曾和胡恩威主催的「香港_帶_路城市文化交流會議」，結合半官方組織和民間團體，由政府資助，推動一帶一路沿線各城市合作及伙伴關係，長遠更發展成智庫形式的網絡組織。獲三十個一帶一路和歐亞城市熱烈響應。榮念曾聯同多位一帶一路表演藝術大師，創作一連串跨文化實驗《一桌二椅》演出及培訓工作坊。

## 推動藝文政策發展
榮氏一向關注香港以至於整個亞太地區的藝文發展，目前是西九文化區管理局董事局成員、中華創意產業論壇召集人及香港設計委員會成員。自1987年始，其所策劃的香港文化政策研究小組開始就香港政府的文化藝術政策，進行系統討論及作出獨立研究，曾發表一系列具影響力的報告—《尋找文化政策》，開創了本地的獨立文化藝術研究，推動了港府對本地藝術文化政策作出檢討。
1993年，榮氏獲委任為香港藝術發展局創局成員。藝發局於1995年正式成為法定團體，在榮氏的倡議下，藝發局定立了一半委員由藝術範疇推選的制度，亦制定了首五年計劃。榮氏是當時是藝術教育小組創組主席，2000年再獲委任為該局委員。
榮氏曾經擔任政府中央政策組的非全職顧問，負責就創意教育、創意經濟、創意城市以及創意交流等事項的向政府提供意見。並於2010-2013年期間擔任香港設計中心董事。

## 關注創意教育
榮念曾在1996至2000年間擔任香港科技大學藝術中心的藝術指導，每年策劃近100項藝術文化活動，並創辦了藝術家駐校計劃，邀請了高行健、Meredith Monk等當代藝術名家到校與師生交流。
榮氏是香港兆基創意書院的校董，亦是多間本地大學的顧問，包括香港演藝學院戲劇學院、嶺南大學文化研究系，以及香港城市大學文化與文化產業管理榮譽文學士課程。榮氏並於2013年成為香港演藝學院首位「院長推薦藝術大師(戲劇)」。
三十年來，不管是進念‧二十面體的劇場作品及各種藝術的展現、香港文化藝術及社會政策的推動、國際文化交流網絡的發展，以致青年教育的規劃推進，榮氏都不遺餘力，其背後最大的力量，就是對推動評議文化、推動社會進步的堅持。

## 天天向上

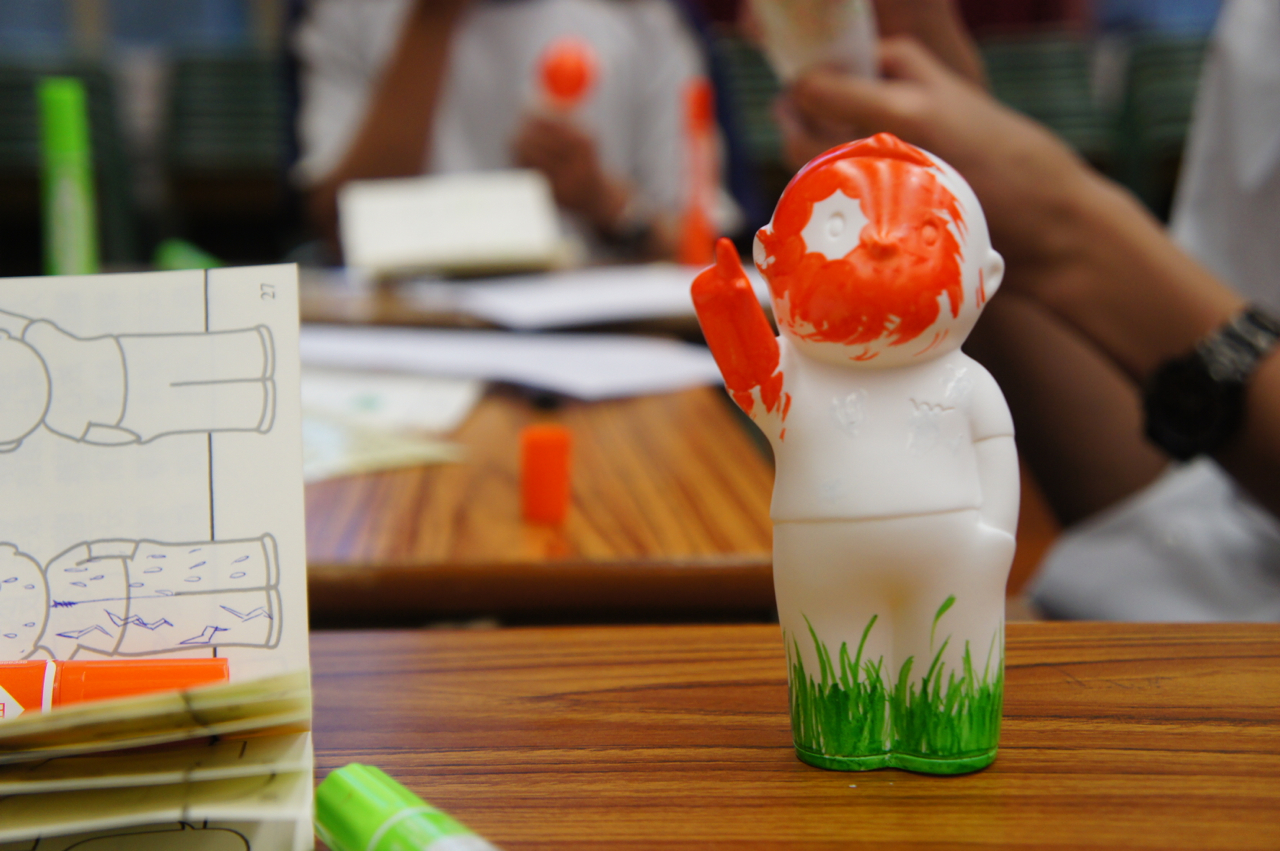
「天天向上」創意工作坊

「天天向上」原是上世紀五十年代毛澤東寄語當時的小朋友的成語。1979年，榮念曾以「天天向上」為題，於香港藝術中心展出概念漫畫。漫畫主角「天天」是一個穿短袖襯衫和長褲子，梳平頭裝的小男孩，常常以往上看、往上指的姿態出現。「天天向上」漫畫系列都沒有文字，所有「思考泡泡」和「對話框框」都是空白的。
榮念曾創作的「天天向上」概念漫畫及塑像曾於香港、上海、北京、台北、新加坡、東京、安亞伯及巴黎展出，2010年於北京展出時更特別展出一身高6米的「天天」，豎立於場館外。2008年，他獲委託創作大型漫畫人像雕塑天天向上，矗立於台北新舞台巷上，作為台北新舞台的新地標。2010年與香港設計中心合作「香港：創意生態 ─ 商機、生活、創意」展覽，讓64位香港設計師各自於半米高的「天天」塑像上自由發揮，作為香港參與上海世界博覽會節目的一部份。2011年他又與國際知名時裝設計師Vivienne Tam合作，推出了一系列以「天天向上」為主題的時尚休閒服。系列邀請了香港兆基創意書院的學生參與設計，從而鼓勵青年人發揮創意。
「天天向上」社區校園創意拓展計劃於2012年舉行，通過社區巡迴展覽、社區校園創意工作坊及年結互動創作展覽三大部分，將「天天」發展為跨界互動創作的平台期間共有數千名中小學生及社會公衆參與「天天向上」塑像創作。2012年4﹣6月期間，進念以「天天向上」開展一系列「社區校園創意拓展計畫」活動，在全港四十多所學校舉辦創意工作坊，將有二千名中、小學生參與「天天向上」塑像創作。
2008年，臺灣臺北市信義區中國信託商業銀行總行旁新舞臺巷的「天天向上」標誌也是榮念曾的作品。
《天天向上入門須知 — 榮念曾竹棚花牌裝置》2014年榮氏應美國史密森尼學會邀請而製作，在美國華盛頓國家大草坪展出。作品主要由竹枝建成闊三十五米、高十米、深六米的大型城門，包括一千二百個竹筒風鈴和九十面天天旗幟；結合嶺南傳統戲棚工藝、香港當代藝術實驗思維，在非物質文化遺產的創新與傳承上作深層次的突破。
2016年，「天天向上」以 Blank Boy Canvas 作號召，先後到美國中西岸與藝術家和學生 建築跨地域創意橋樑。
「天天向上」跨界創作、學生工作坊和展覽︰芝加哥 11-25/4/2016、三藩市 19/5-4/6/2016、洛杉磯 9-16/8/2016。
《天天花炮 落區藝術 主題展覽》2016年11月至12月，「天天向上」以花炮、花牌為題，衝破傳統的形式，由30呎高的花炮以及各種形式的花牌組成，融入「天天向上」原創人榮念曾創作的「天天」塑像，在香港文化中心大堂的空間向市民展示。
2017年4月至5月「天天向上」展覽在溫哥華Nelson Square舉行。
2017年7月至8月，「天天向上」展覽在新加坡Raffles City舉行。
2018年3月至6月 「天天向上特展」在新加坡華族文化中心(Singapore Chinese Cultural Centre)舉行。
2019年3月至4月"Tian Tian Xiang Shang: Art Is Learning, Learning Is Arts展覽"在泰國曼谷藝術文化中心(Bangkok Art & Culture Centrre)舉行。
2019年9月至10月，「天天向上」藝術展於香港中港城平台舉行。
2021年11月至2022年3月，「天天向上」於香港文化博物館「實驗實驗展 榮念曾創作50年」展覽中展出。

## 實驗實驗展 榮念曾創作50年
實驗實驗展 榮念曾創作50年
X-Xperimenting Exhibition Danny Yung 50 Year Creations
是次展覽是榮氏經典創作的重塑與延伸，包括曾在香港及柏林展出的《錄像圈》、在美國華盛頓國家廣場展出的《天天向上》大型竹棚花牌裝置、在歐美亞洲創作及展出的《天天向上》概念漫畫及塑像。著名設計師劉小康、進念•二十面體的聯合藝術總監暨行政總裁胡恩威及國際交流總監黃裕偉擔任是次展覽的客席策展人，向觀眾介紹榮氏多年來在跨媒體及實驗藝術、視覺及表演藝術、藝術評論、文化倡導、傳統工藝保育及發展等方面的視野和貢獻。
香港文化博物館
一樓專題展覽館一及二、庭院及迴廊
2021年11月17日 – 2022年3月14日
康樂及文化事務署及進念•二十面體聯合主辦
香港文化博物館及進念•二十面體聯合籌劃

## 劇場作品
- 驚夢（2022波蘭波蘭樂斯拉夫、波蘭格但斯克、曼谷）波蘭跨維度國際藝術節2022開幕節目
- 審判2021 (2021)
- 驚夢二三事 (2021)
- 庚子驚夢 (2020)
- 一路驚夢 (2019新加坡)避難階段聯合製作
- 尋夢 (2019印尼) Didik Nini Thowok聯合製作
- 驚夢：凡爾賽宮的舊事(2019)
- 尋找新中國 (2019)
- 潘迪華音樂旅情演唱會(2019) 聯合藝術總監︰榮念曾、胡恩威
- 驚夢(2018)
- 天宮(2018)
- 看不見的城市/拾日譚(2017)
- 夜奔(2017)
- 東行紀︰一桌二椅 - 歐亞跨文化交流演出(2017)
- 香港_帶_路2017─ 一桌二椅演出(2017)
- 佛洛伊德尋找中國情與事(2016香港) 榮念曾、胡恩威聯合編導
- 榮念曾實驗劇場秘笈：六震六盪 (2016)
- 看不見的城市 (2015)
- 操場︰榮念曾實驗劇場 (2015)
- 夜奔(2015) 德國漢諾威國際藝術節2015開幕節目
- 備忘錄 (2014)
- 觀天 (2014)
- 朱鹮國際藝術節《一桌二椅》(2014上海)
- 朱鹮信件#2︰坐井(2013 南京)
- 拍案驚奇 驚奇三坐井(2013)
- 拍案驚奇 驚奇二無邊(2013)
- 拍案驚奇 驚奇一大夢(2013)
- 看不見的城市(2013) 香港演藝學院院長推薦藝術大師計劃
- 向寶崑致敬- 四段回應《老九》的小品(2013 新加坡)榮念曾、李六乙、李宇樑、李寶春聯合編導
- 舞台姊妹(2012)
- 夜奔(2012)
- 靈戲(2012 東京、新加坡) 榮念曾、 佐藤信聯合編導
- 百年之孤寂10.0 — 文化大革命(2012新加坡)
- 靈戲 (2011) 榮念曾、佐藤信聯合編導
- 百年之孤寂10.0文化大革命 (2011)
- 國際崑能研究論壇演出 《致敬》(2011) 榮念曾、 佐藤信聯合編導
- 夜奔 (2011台北)
- 夜奔(2010 橫檳)
- 舞台姊妹(2010)
- 夜奔(2010香港、新加坡及上海)
- 荒山淚(2009鹿特丹、橫檳)
- 錄鬼簿(2009)
- 荒山淚 (2009 新加坡)
- 西遊荒山淚(2008)
- 挑滑車‧潔本 (2006)
- 挑滑車(2006新加坡)榮念曾、周龍聯合編導
- 實驗中國傳統戲曲(2005)–《諸神會I: 實驗中國 - 群英會》、《諸神會II: 雜種實驗》、《諸神會III: 挑滑車》
- 夜奔(2004 挪威) 榮念曾、柯軍聯合編導
- 浮士德 vs 浮士德 (2004) 榮念曾、柯軍、松島誠聯合編導
- 「尋找新中國、新香港 - 中港實驗戲劇發展交流計劃」(2004上海、南京及深圳)
- 《獨當一面》實驗中國傳統劇場交流計劃 (2004台北)榮念曾、吳興國聯合編導
- 「尋找新中國、新香港 - 中港實驗戲劇發展交流計劃」 香港首演(2004)
- 佛洛伊德尋找中國情與事(2004新加坡) 榮念曾、胡恩威聯合編導
- 佛洛伊德尋找中國情與事(2003東京)榮念曾、胡恩威聯合編導
- 我愛宋詞之好風如水 (2003) 榮念曾、胡恩威聯合編導
- 尋找新中國(鄭和的後代) (2003)
- 尋找新中國(太監)(2002 新加坡)
- 多媒體獨腳戲系列-實驗中國傳統戲曲(2002)榮念曾、田蔓莎、石小梅、吳興國、周龍、趙志剛聯合編導
- 佛洛伊德尋找中國情與事(2002) 榮念曾、胡恩威聯合編導
- 四大發明(2000柏林) 榮念曾、胡恩威聯合編導
- 「錄像圈」裝置演出 (2000)
- 一桌兩椅 (旅程2000)(2000香港及柏林)
- 華麗緣 (旅程2000) (香港及里斯本) 榮念曾、胡恩威聯合編導
- 實驗莎士比亞－李爾王(2000) 榮念曾、楊德昌、孟京輝、賴聲川聯合編導
- 四大發明(1999) 榮念曾、胡恩威聯合編導
- (中國)旅程九九(1999香港及澳門)榮念曾、孟京輝、魏瑛娟、陳炳釗、李銳俊聯合編導
- 魔笛(1998)榮念曾、胡恩威聯合編導
- 石頭記備忘錄(1998) 紐約
- 中國旅程九八(1998) 榮念曾、張平、賴聲川、林奕華、王景生、張獻、邱金海、蔡明亮、黃柏武、魏瑛娟聯合編導
- 這是一張椅子(1997北京、1998沖繩)
- 石頭再現記(1997)榮念曾、胡恩威聯合編導
- 山海經﹣老舍之歿(1997德國慕尼黑)
- 舞照跳九七(1997) 榮念曾、鄭志銳、黎達榮、林奕華、潘寶如、王鋆燊、黃大徽、楊志穀聯合編導
- 山海經(1997台北)
- 中國旅程1997 (1997香港及倫敦) 榮念曾、關錦鵬、林奕華、李國修、李六乙、楊德昌聯合編導
- 「草迷宮 」水月鏡花(1996 東京) 榮念曾、小池博史聯合編導
- 錄鬼簿(1996)
- 山海經－老舍之歿(1996東京及香港)
- 斷章記(1995) 榮念曾、林奕華 、 劉澤源 、胡恩威聯合編導
- 香港九五二三事(1995)
- 沙田雷雨(1994)
- 雷雨(1994)
- 香港二三事(1994比利時)
- 進念九四出巡-中國旅程之八：哩度哩度過渡過渡( 1994)
- 審判卡夫卡之拍案驚奇 (1994)
- 香港二三事(1993)
- 百年之孤寂第七年－海市蜃樓(1992東京、香港)
- 香港樣板戲 (1991)
- 中國文化深層結構－廣場 (1991)
- 列女傳（潔本）之劉索拉(1991)
- 中國旅程七(1990美國黃泉)
- 百年之孤寂第六年－絕色(1990)
- 中國（香港）文化深層結構(1990香港、倫敦、紐約)
- 百年之孤寂第五年－最後光景 (1989日本利賀)
- 進念運動之現在進行式：運動（三）(1989)
- 進念運動之現在進行式：運動（二）(1989)
- 進念運動之現在進行式：運動（一）(1989)
- 拾日譚－愛在瘟疫蔓延時(1988)
- 拾月／拾日譚(1988台北)
- 拾日譚(1988)
- 百年之孤寂第四年－拾月(1987)
- 石頭記(1987) 榮念曾、林奕華、余偉康聯合編導
- 十九首(1986) 榮念曾、區子強、姚永安聯合編導
- 華麗緣－一個行頭考究的愛情故事(1986) 榮念曾、林奕華聯合編導
- 三人行(1986) 榮念曾、黃家智聯合編導
- 創世紀－香港版(1986) 榮念曾、林奕華、王鋆燊聯合編導
- 百年之孤寂第三年－長征(1985)
- 日出（前、後） (1985)
- 進念運動(1985)
- 舊約(1985)
- 鴉片戰爭─ 致鄧小平的四封信(1984)
- 列女傳 (國語版)─三個女人的一隻神話(1984台北)何秀萍、榮念曾聯合編導
- 百年之孤寂第二年－往事與流言(1984台北)
- 手術表演場一個失憶人的三齣悲劇(1984)	榮念曾、王慶鏘、林奕華聯合編導
- 列女傳新版─三個女人的一隻神話(1984)榮念曾、何秀萍、林奕華聯合編導
- 手術表演場(1984) 榮念曾、王慶鏘、林奕華聯合編導
- 列女傳 (柔板‧如歌的行板、快板) (1983)榮念曾、何秀萍、林奕華聯合編導
- 房(1983) 榮念曾、林奕華、王慶鏘聯合編導
- 媒介事件四－"制度" (1982) 榮念曾、沈聖德聯合編導
- 媒介事件三－"個體" (1982) 榮念曾、沈聖德聯合編導
- 百年之孤寂第一年－神奇旅程(1982)
- 媒介事件二(1982) 榮念曾、沈聖德聯合編導
- 媒介事件一(1982) 榮念曾、沈聖德聯合編導
- 中國旅程之五－香港台北(1982 台北)

## 獎項
- 2022年獲香港藝術發展局頒予「傑出藝術貢獻獎」。
- 2020年憑《庚子驚夢》榮獲 IATC(HK)「年度關注作品」。
- 2019年獲珠海國際設計週頒予「珠海設計獎-大灣區設計力」。
- 2015年獲香港藝術發展局頒予「2015香港藝術發展獎藝術家年獎（戲劇）」。
- 2014年獲授予「福岡亞洲文化獎 — 藝術文化獎」。
- 2013年獲《南方都市報》頒授「深港生活大獎年度致敬人物獎」。
- 2009年獲德國聯邦總統頒發聯邦十字絲帶勳章。
- 2008年憑《荒山淚》於國際劇協 (International Theatre Insitute ITI) Music Theatre NOW獲獎。

## 評語
- 「榮念曾和進念一直以來抱有一個很強的信念，就是實驗性...人類的文明能夠進步就是因為我們去實驗。」－ 林煥光
- 「榮念曾首是一種思考方式，一種啟蒙了我輩許多文化人的思考方式。」- 梁文道
- 「榮念曾華人實驗藝術先驅。」文匯報
- “Powerful critique on emotion, history and technology.”— Richard Engelhardt,UNESCO Regional Advisor for Culture in Asia and the Pacific